# La fortalesa: l'ull del franctirador
La fortalesa: l'ull del franctirador o La fortalesa 2 (títol original en anglès, Fortress: Sniper's Eye) és una pel·lícula d'acció estatunidenca de 2022 dirigida per Josh Sternfeld com a seqüela de Fortress (2021). És protagonitzada per Jesse Metcalfe, Bruce Willis i Chad Michael Murray. La pel·lícula es va estrenar el 29 d'abril de 2022 a càrrec de Lionsgate Films. S'ha doblat i subtitulat al català.